# كالفين نات
كالفين نات (بالإنجليزية: Calvin Natt)‏ مواليد 8 يناير 1957 في مونرو، هو لاعب كرة سلة أمريكي سابق بدأ مسيرته الاحترافية في سنة 1979. تم اختياره من قبل فريق بروكلين نتس خلال الدرافت. يبلغ طوله 6 قدم 6 بوصة (2.0 م). اعتزل اللعب في 1990. أحرز خلال مسيرته في الإن بي إيه 10291 نقطة بمعدل 17.2 نقطة في المباراة الواحدة.

## المسيرة الاحترافية
لعب مع بروكلين نتس في موسم 1979–1980، ثم لعب مع بورتلاند ترايل بلايزرز من سنة 1979 إلى 1984، ثم لعب مع دنفر ناغتس من سنة 1984 إلى 1989، ثم لعب مع سان أنطونيو سبرز في سنة 1989، ثم لعب مع إنديانا بايسرز في موسم 1989–1990.

## روابط خارجية
- كالفين نات على موقع إن بي أي (الإنجليزية)
- كالفين نات على موقع سبورتس رفرنس (الإنجليزية)
- كالفين نات على موقع كلية كرة السلة في سبورتس رفرنس.كوم (الإنجليزية)
- كالفين نات على موقع ريلجم (الإنجليزية)
- كالفين نات على موقع بروبوليرز (الإنجليزية)
- كالفين نات على موقع قاعة لويزيانا للمشاهير الرياضية (الإنجليزية)